# Wodna Skała (Dolina Szklarki)

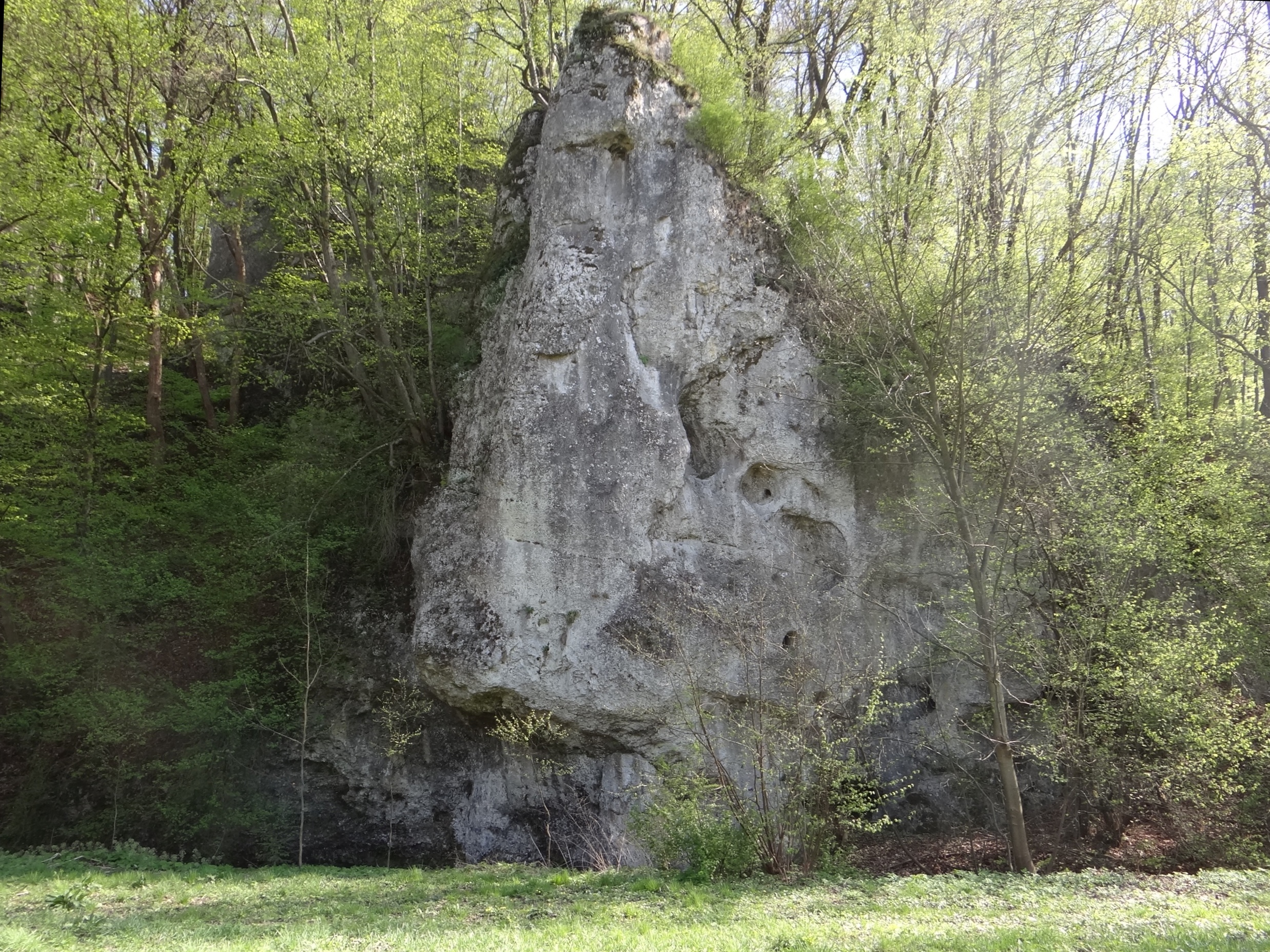
Ściana zachodnia

Wodna Skała lub Wodna Turnia – skała w miejscowości Dubie w województwie małopolskim, w powiecie krakowskim, w gminie Krzeszowice. Wznosi się u wylotu Doliny Szklarki, tuż nad potokiem Szklarka. Pod względem geograficznym jest to obszar Wyżyny Olkuskiej w obrębie Wyżyny Krakowsko-Częstochowskiej.
Wodna Skała wznosi się w lesie na stromym, lewym zboczu Doliny Szklarki. Jej północno-zachodnia ściana opada bezpośrednio do koryta potoku Szklarka. Dojście do niej wymaga przekroczenia tego potoku. Można też do skały dojść od boiska sportowego w Radwanowicach (dalej, ale bez konieczności przekraczania potoku). W lesie powyżej Wodnej Skały znajdują się jeszcze dwie inne skały: Pozornica Lewa i Pozornica Prawa. Wszystkie zbudowane są z wapieni i uprawiana jest na nich wspinaczka skalna. Łącznie jest na nich 18 dróg wspinaczkowych o trudności od VI- do VI.2 w skali Kurtyki. Większość z dróg to projekty, ale z zamontowaną asekuracją.
Wodna Skała to strzelista turnia o wysokości 10–20 m. Są na niej 3 drogi wspinaczkowe (w tym jeden projekt) o długości 16 m i trudności VI.1 i VI.1+. Posiadają kompletną asekurację: 9 ringów (r) i stanowisko zjazdowe (st).
1. Fantomas; 9r + st, VI.1+, 16 m
2. Projekt; 9r + ST, 16 m

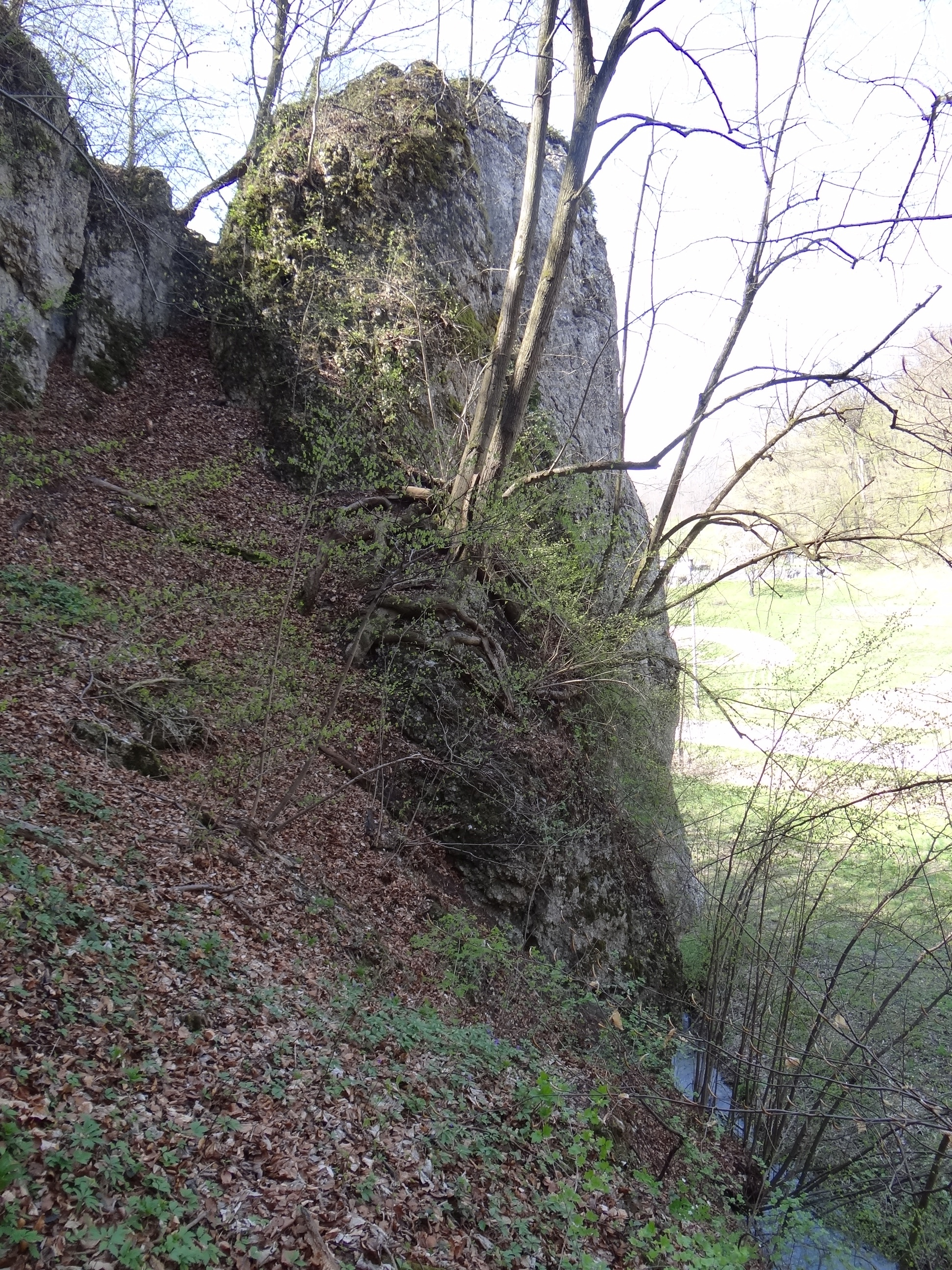
Ściana północna

3. Obręcze Freyra; 8r + st, VI.1, 16 m[1].